# Liste der Kulturdenkmäler in Wildeck
Die folgende Liste enthält die in der Denkmaltopographie ausgewiesenen Kulturdenkmäler auf dem Gebiet  der  Stadt Wildeck, Hersfeld-Rotenburg, Hessen.
Hinweis: Die Reihenfolge der Denkmäler in dieser Liste orientiert sich zunächst an Stadtteilen und anschließend der Anschrift, alternativ ist sie auch nach der Bezeichnung oder der Bauzeit sortierbar.
Kulturdenkmäler werden fortlaufend im Denkmalverzeichnis des Landes Hessen durch das Landesamt für Denkmalpflege Hessen auf Basis des Hessischen Denkmalschutzgesetzes (HDSchG) geführt. Die Schutzwürdigkeit eines Kulturdenkmals hängt nicht von der Eintragung in das Denkmalverzeichnis des Landes Hessen oder der Veröffentlichung in der Denkmaltopographie ab.

## Kulturdenkmale nach Stadtteilen

### Bosserode
| Bild                                                   | Bezeichnung                                            | Lage                                                                              | Beschreibung | Bauzeit                       | Daten |
| ------------------------------------------------------ | ------------------------------------------------------ | --------------------------------------------------------------------------------- | ------------ | ----------------------------- | ----- |
| weitere Bilder                                         | Altenteiler Dankmarshäuser Straße 14                   | Bosserode, Dankmarshäuser Straße 14 LageFlur: 16, Flurstück: 2/23                 |              | Zweite Hälfte 18. Jahrhundert |       |
| weitere Bilder                                         | Haupthaus der Hofanlage Dankmarshäuser Straße 15       | Bosserode, Dankmarshäuser Straße 15 LageFlur: 16, Flurstück: 2/23                 |              | 19. Jahrhundert               |       |
| weitere Bilder                                         | Rähmbau Dankmarshäuser Straße 18                       | Bosserode, Dankmarshäuser Straße 18 LageFlur: 16, Flurstück: 2/22                 |              | 1833                          |       |
| weitere Bilder                                         | Wohn-Wirtschaftsgebäude Dankmarshäuser Straße 20       | Bosserode, Dankmarshäuser Straße 20 LageFlur: 16, Flurstück: 2/21                 |              | 1841                          |       |
| weitere Bilder                                         | Hofanlage Mittelstraße 3                               | Bosserode, Mittelstraße 3 LageFlur: 16, Flurstück: 341/189                        |              | um 1800                       |       |
| Haupthaus einer hakenförmigen Hofanlage Mittelstraße 5 | Haupthaus einer hakenförmigen Hofanlage Mittelstraße 5 | Bosserode, Mittelstraße 5 LageFlur: 16, Flurstück: 193/1                          |              | Erste Hälfte 18. Jahrhundert  |       |
| Bild gesucht BW                                        | Ehemalige Gerichtsstätte                               | Bosserode, Raßdorfer Straße LageFlur: 16, Flurstück: 225                          |              |                               |       |
| Bild gesucht BW                                        | Rähmbau Raßdorfer Straße 8                             | Bosserode, Raßdorfer Straße 8 LageFlur: 16, Flurstück: 136/3                      |              | 18. Jahrhundert               |       |
| weitere Bilder                                         | Ehemalige Schule                                       | Bosserode, Raßdorfer Straße 16 / Ecke Mittelstraße LageFlur: 16, Flurstück: 188/1 |              |                               |       |
| weitere Bilder                                         | Evangelische Kirche                                    | Bosserode, Raßdorfer Straße 8 LageFlur: 16, Flurstück: 226                        |              | 1699                          |       |

### Hönebach
| Bild                                            | Bezeichnung                                        | Lage                                                         | Beschreibung | Bauzeit                       | Daten |
| ----------------------------------------------- | -------------------------------------------------- | ------------------------------------------------------------ | ------------ | ----------------------------- | ----- |
| Direkt Bild zu diesem Denkmal hochladen         | Gesamtanlage Hönebach                              | Hönebach                                                     |              |                               |       |
| Bild gesucht BW                                 | Ehemaliges Wohn-Wirtschaftsgebäude Bahnhofstraße 2 | Hönebach, Bahnhofstraße 2 LageFlur: 3, Flurstück: 68/2       |              | um 1800                       |       |
| Traufenhaus Bahnhofstraße 3                     | Traufenhaus Bahnhofstraße 3                        | Hönebach, Bahnhofstraße 3 LageFlur: 3, Flurstück: 63/1       |              | Zweite Hälfte 19. Jahrhundert |       |
| Fachwerkwohnhaus Bahnhofstraße 4                | Fachwerkwohnhaus Bahnhofstraße 4                   | Hönebach, Bahnhofstraße 4 LageFlur: 3, Flurstück: 72/1       |              | Mitte 18. Jahrhundert         |       |
| Rähmbau Bengendorfer Straße 1                   | Rähmbau Bengendorfer Straße 1                      | Hönebach, Bengendorfer Straße 1 LageFlur: 6, Flurstück: 5/1  |              | um 1800                       |       |
| Haupthaus einer Hofanlage Bengendorfer Straße 6 | Haupthaus einer Hofanlage Bengendorfer Straße 6    | Hönebach, Bengendorfer Straße 6 LageFlur: 5, Flurstück: 30/1 |              | 1783                          |       |
| Streckhof Thüringer Straße 26                   | Streckhof Thüringer Straße 26                      | Hönebach, Thüringer Straße 26 LageFlur: 5, Flurstück: 15/2   |              | Ende 18. Jahrhundert          |       |
| Rähmbau Thüringer Straße 33                     | Rähmbau Thüringer Straße 33                        | Hönebach, Thüringer Straße 33 LageFlur: 3, Flurstück: 18/2   |              | 1793                          |       |
| Unterstallhaus Thüringer Straße 36              | Unterstallhaus Thüringer Straße 36                 | Hönebach, Thüringer Straße 36 LageFlur: 6, Flurstück: 13/2   |              | 17. Jahrhundert               |       |
| Haupthaus einer Hofanlage Thüringer Straße 37   | Haupthaus einer Hofanlage Thüringer Straße 37      | Hönebach, Thüringer Straße 37 LageFlur: 3, Flurstück: 22/1   |              | 1793                          |       |
| Fachwerkhaus Thüringer Straße 40                | Fachwerkhaus Thüringer Straße 40                   | Hönebach, Thüringer Straße 40 LageFlur: 6, Flurstück: 19/1   |              | 18. Jahrhundert               |       |
| Fachwerkhaus Thüringer Straße 42                | Fachwerkhaus Thüringer Straße 42                   | Hönebach, Thüringer Straße 42 LageFlur: 6, Flurstück: 20/2   |              | 1786                          |       |
| Rähmbau Thüringer Straße 48                     | Rähmbau Thüringer Straße 48                        | Hönebach, Thüringer Straße 48 LageFlur: 6, Flurstück: 28/5   |              | Zweite Hälfte 19. Jahrhundert |       |
| Hofanlage Thüringer Straße 51                   | Hofanlage Thüringer Straße 51                      | Hönebach, Thüringer Straße 51 LageFlur: 3, Flurstück: 42/8   |              | 1801                          |       |
| Traufenhaus Thüringer Straße 53                 | Traufenhaus Thüringer Straße 53                    | Hönebach, Thüringer Straße 53 LageFlur: 3, Flurstück: 44/4   |              | Ende 18. Jahrhundert          |       |
| Fachwerkhaus Thüringer Straße 54                | Fachwerkhaus Thüringer Straße 54                   | Hönebach, Thüringer Straße 54 LageFlur: 6, Flurstück: 34/3   |              | Frühes 19. Jahrhundert        |       |
| weitere Bilder                                  | Evangelische Kirche                                | Hönebach, Thüringer Straße 57 LageFlur: 3, Flurstück: 46/4   |              | 1720                          |       |
| Ehemalige Gerichtsstätte                        | Ehemalige Gerichtsstätte                           | Hönebach, Thüringer Straße LageFlur: 3, Flurstück: 49/3      |              |                               |       |
| Rähmbau Thüringer Straße 63                     | Rähmbau Thüringer Straße 63                        | Hönebach, Thüringer Straße 63 LageFlur: 3, Flurstück: 62/1   |              | 1791                          |       |
| Wohn-Wirtschaftsgebäude Thüringer Straße 67     | Wohn-Wirtschaftsgebäude Thüringer Straße 67        | Hönebach, Thüringer Straße 67 LageFlur: 3, Flurstück: 64/1   |              | Frühes 19. Jahrhundert        |       |
| weitere Bilder                                  | Tunnel                                             | Hönebach, Thüringer Straße LageFlur: 8, Flurstück: 17        |              | 1845 bis 1848                 |       |

### Obersuhl
| Bild                                  | Bezeichnung                           | Lage                                                                      | Beschreibung | Bauzeit                         | Daten |
| ------------------------------------- | ------------------------------------- | ------------------------------------------------------------------------- | ------------ | ------------------------------- | ----- |
| weitere Bilder                        | Evangelisch-Lutherische Freikirche    | Obersuhl, Bothenweg 14 LageFlur: 27, Flurstück: 81/2 und 81/4             |              | um 1900                         |       |
| weitere Bilder                        | Wohnhaus Eisenacher Straße 32         | Obersuhl, Eisenacher Straße 32 LageFlur: 28, Flurstück: 8/2               |              | um 1870                         |       |
| Traufenhaus Eisenacher Straße 62      | Traufenhaus Eisenacher Straße 62      | Obersuhl, Eisenacher Straße 62 LageFlur: 28, Flurstück: 59/2              |              | Erstes Drittel 19. Jahrhundert  |       |
| weitere Bilder                        | Rähmbau Eisenacher Straße 74          | Obersuhl, Eisenacher Straße 74 LageFlur: 25, Flurstück: 118               |              | Mitte 18. Jahrhundert           |       |
| Wohnhaus Eisenacher Straße 76         | Wohnhaus Eisenacher Straße 76         | Obersuhl, Eisenacher Straße 76 LageFlur: 25, Flurstück: 115/1             |              | Mitte 18. Jahrhundert           |       |
| Traufenhaus Eisenacher Straße 78      | Traufenhaus Eisenacher Straße 78      | Obersuhl, Eisenacher Straße 78 LageFlur: 25, Flurstück: 110/1             |              | Frühes 18. Jahrhundert          |       |
| weitere Bilder                        | Fachwerkwohnhaus Eisenacher Straße 81 | Obersuhl, Eisenacher Straße 81 LageFlur: 25, Flurstück: 37/4              |              | Mitte 18. Jahrhundert           |       |
| Bild gesucht BW                       | Traufenhaus Eisenacher Straße 88      | Obersuhl, Eisenacher Straße 88 LageFlur: 25, Flurstück: 174/77            |              | Zweite Hälfte 18. Jahrhundert   |       |
| weitere Bilder                        | Traufenhaus Hessenweg 13              | Obersuhl, Hessenweg 13 LageFlur: 24, Flurstück: 111/2                     |              | Zweite Hälfte 18. Jahrhundert   |       |
| weitere Bilder                        | Rähmbau Hessenweg 26/28               | Obersuhl, Hessenweg 26/28 LageFlur: 24, Flurstück: 17                     |              | Erstes Drittel 19. Jahrhundert  |       |
| Traufenhaus Hessenweg 30              | Traufenhaus Hessenweg 30              | Obersuhl, Hessenweg 30 LageFlur: 24, Flurstück: 19/2                      |              | Ende 18. Jahrhundert            |       |
| weitere Bilder                        | Ehemalige Schule                      | Obersuhl, Kirchweg 1 LageFlur: 27, Flurstück: 67/1                        |              | 1914/15                         |       |
| weitere Bilder                        | Evangelische Kirche                   | Obersuhl, Kirchweg o.N. LageFlur: 27, Flurstück: 103/1                    |              | 1855                            |       |
| weitere Bilder                        | Wohn-Wirtschaftsgebäude Kirchweg 12   | Obersuhl, Kirchweg 12 LageFlur: 27, Flurstück: 96                         |              |                                 |       |
| Wohnhaus Lindenstraße 2               | Wohnhaus Lindenstraße 2               | Obersuhl, Lindenstraße 2 LageFlur: 27, Flurstück: 33                      |              |                                 |       |
| Rähmbau Lindenstraße 3                | Rähmbau Lindenstraße 3                | Obersuhl, Lindenstraße 3 LageFlur: 27, Flurstück: 60/2                    |              | 1838                            |       |
| Hofanlage Lindenstraße 14, abgerissen | Hofanlage Lindenstraße 14, abgerissen | Obersuhl, Lindenstraße 14 LageFlur: 27, Flurstück: 115                    |              | Ende 19. Jahrhundert            |       |
| Wohnhaus Lindenstraße 16              | Wohnhaus Lindenstraße 16              | Obersuhl, Lindenstraße 16 LageFlur: 27, Flurstück: 116/1                  |              | 1878                            |       |
| Mauer                                 | Mauer                                 | Obersuhl, Lindenstraße 20 LageFlur: 25, Flurstück: 61                     |              | 1773                            |       |
| Rähmbau Lindenstraße 21               | Rähmbau Lindenstraße 21               | Obersuhl, Lindenstraße 21 LageFlur: 27, Flurstück: 98/1                   |              | Letztes Drittel 18. Jahrhundert |       |
| Traufenhaus Lindenstraße 22           | Traufenhaus Lindenstraße 22           | Obersuhl, Lindenstraße 22 LageFlur: 25, Flurstück: 58/1                   |              | Spätes 18. Jahrhundert          |       |
| Bild gesucht BW                       | Ehemalige Schule                      | Obersuhl, Schulweg 6 LageFlur: 26, Flurstück: 64/2                        |              | 1847/49                         |       |
| weitere Bilder                        | Almushof 1 und 2                      | Obersuhl, Außerhalb der Ortslage LageFlur: 12, Flurstück: 46/1 und 49/1   |              | 1837                            |       |
| Bild gesucht BW                       | Schildhof 2 und 3                     | Obersuhl, Außerhalb der Ortslage LageFlur: 14, Flurstück: 40/13 und 44/11 |              | Spätes 18. Jahrhundert          |       |

### Raßdorf
| Bild            | Bezeichnung                      | Lage                                                       | Beschreibung | Bauzeit                | Daten |
| --------------- | -------------------------------- | ---------------------------------------------------------- | ------------ | ---------------------- | ----- |
| Bild gesucht BW | Rähmbau Mühlenstraße 1           | Raßdorf, Mühlenstraße 1 LageFlur: 1, Flurstück: 78/1       |              | 1844                   |       |
| Bild gesucht BW | Ehemalige Mühle                  | Raßdorf, Mühlenstraße 2 LageFlur: 1, Flurstück: 76/1       |              | 1803                   |       |
| Bild gesucht BW | Rähmbau Wildecker Straße 4       | Raßdorf, Wildecker Straße 4 LageFlur: 2, Flurstück: 97/56  |              | Mitte 19. Jahrhundert  |       |
| Bild gesucht BW | Rähmbau Wildecker Straße 6       | Raßdorf, Wildecker Straße 6 LageFlur: 2, Flurstück: 102/54 |              | Spätes 18. Jahrhundert |       |
| Bild gesucht BW | Fachwerkhaus Wildecker Straße 12 | Raßdorf, Wildecker Straße 12 LageFlur: 3, Flurstück: 9/12  |              | um 1900                |       |
| Bild gesucht BW | Hofanlage Wildecker Straße 13    | Raßdorf, Wildecker Straße 13 LageFlur: 2, Flurstück: 24/3  |              | Spätes 18. Jahrhundert |       |
| Bild gesucht BW | Traufenhaus Wildecker Straße 17  | Raßdorf, Wildecker Straße 17 LageFlur: 2, Flurstück: 30/3  |              | um 1800                |       |
| Bild gesucht BW | Scheune Wildecker Straße 19      | Raßdorf, Wildecker Straße 19 LageFlur: 2, Flurstück: 31/3  |              | um 1800                |       |
| weitere Bilder  | Gesamtanlage Wildeck             | Raßdorf Lage                                               |              | um 1200                |       |

### Richelsdorf
| Bild                                     | Bezeichnung                               | Lage                                                             | Beschreibung | Bauzeit                | Daten |
| ---------------------------------------- | ----------------------------------------- | ---------------------------------------------------------------- | ------------ | ---------------------- | ----- |
| Erbbegräbnis der Freiherren von Cornberg | Erbbegräbnis der Freiherren von Cornberg  | Richelsdorf, Auf dem Friedhof LageFlur: 9, Flurstück: 29         |              | 1885                   |       |
| Bild gesucht BW                          | Rähmbau Kirchrain 1                       | Richelsdorf, Kirchrain 1 LageFlur: 5, Flurstück: 27/2            |              | um 1800                |       |
| weitere Bilder                           | Herrenhaus Richelsdorf                    | Richelsdorf, Kirchrain 2 LageFlur: 5, Flurstück: 12/1            |              | 1762                   |       |
| Bild gesucht BW                          | Evangelische Kirche                       | Richelsdorf, Kirchrain 4a LageFlur: 5, Flurstück: 11             |              | 14. Jahrhundert        |       |
| Bild gesucht BW                          | Hofreite Kirchrain 4                      | Richelsdorf, Kirchrain 4 LageFlur: 5, Flurstück: 41              |              | Frühes 19. Jahrhundert |       |
| Bild gesucht BW                          | Erntennenhaus Kirchrain 6                 | Richelsdorf, Kirchrain 6 LageFlur: 5, Flurstück: 42/1            |              | um 1800                |       |
| Bild gesucht BW                          | Ehemalige Gerichtsstätte                  | Richelsdorf, Kirchrain LageFlur: 5, Flurstück: 102/2             |              |                        |       |
| Bild gesucht BW                          | Hofanlage Kupferstraße 2                  | Richelsdorf, Kupferstraße 2 LageFlur: 5, Flurstück: 57/1         |              | um 1800                |       |
| Bild gesucht BW                          | Ernhaus Kupferstraße 5                    | Richelsdorf, Kupferstraße 5 LageFlur: 5, Flurstück: 20/1         |              | 1831                   |       |
| Bild gesucht BW                          | Fachwerkhaus Kupferstraße 10              | Richelsdorf, Kupferstraße 10 LageFlur: 4, Flurstück: 66/3        |              |                        |       |
| Bild gesucht BW                          | Haupthaus einer Hofanlage Kupferstraße 11 | Richelsdorf, Kupferstraße 11 LageFlur: 5, Flurstück: 13/8        |              | 19. Jahrhundert        |       |
| Bild gesucht BW                          | Friedhofsmauer                            | Richelsdorf, Am Schenkrain LageFlur: 4, Flurstück: 33/1          |              | 1777                   |       |
| Bild gesucht BW                          | Fachwerkhaus Steinkaute 21                | Richelsdorf, Steinkaute 21 LageFlur: 3, Flurstück: 94/1          |              | um 1900                |       |
| Bild gesucht BW                          | Fachwerkhaus Steinkaute 25                | Richelsdorf, Steinkaute 25 LageFlur: 3, Flurstück: 86/1          |              | um 1900                |       |
| Bild gesucht BW                          | Fachwerkhaus Steinkaute 27                | Richelsdorf, Steinkaute 27 LageFlur: 3, Flurstück: 45/3          |              | um 1900                |       |
| Bild gesucht BW                          | Ehemaliges Gasthaus                       | Richelsdorf, Steinkaute 64 LageFlur: 3, Flurstück: 4/1           |              | um 1800                |       |
| Bild gesucht BW                          | Ehemalige Schule                          | Richelsdorf, Wagnersberg 1 LageFlur: 3, Flurstück: 70/2          |              | 1842                   |       |
| Bild gesucht BW                          | Haupthaus einer Hofanlage Wagnersberg 3   | Richelsdorf, Wagnersberg 3 LageFlur: 5, Flurstück: 98/4          |              | 1792                   |       |
| Bild gesucht BW                          | Haupthaus eines Hakenhofs Wagnersberg 6   | Richelsdorf, Wagnersberg 6 LageFlur: 5, Flurstück: 36            |              | Frühes 18. Jahrhundert |       |
| Bild gesucht BW                          | Jüdischer Friedhof                        | Richelsdorf, Außerhalb der Ortslage LageFlur: 6, Flurstück: 99/6 |              | 1881                   |       |
| Direkt Bild zu diesem Denkmal hochladen  | Grenzstein                                | Richelsdorf, Außerhalb der Ortslage Flur: 2, Flurstück: 166      |              | 1543                   |       |
| Bild gesucht BW                          | Rote Rainsmühle                           | Richelsdorf, Außerhalb der Ortslage LageFlur: 1, Flurstück: 47/1 |              | 1771                   |       |